# 마루프 아민

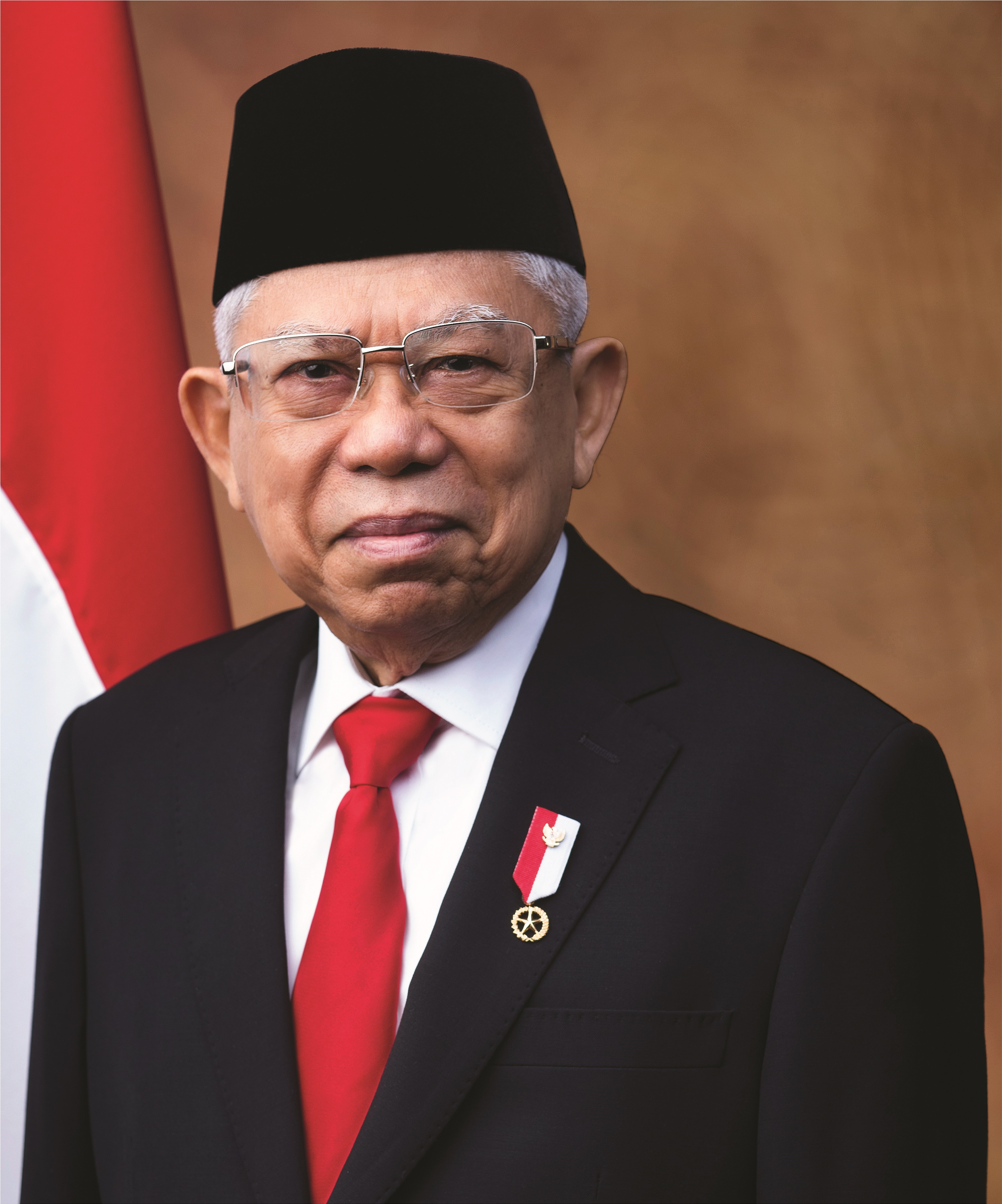
마루프 아민

캬이 하지 마루프 아민(인도네시아어: Kyai Hajji Ma'ruf Amin, 1943년 3월 11일 ~ )은 인도네시아의 이슬람 성직자, 정치인이다. 그는 또한 인도네시아 울레마 위원회(MUI)의 위원장이기도 하다. 대선을 약 1년 앞둔 2018년 8월 9일에 조코 위도도 대통령의 러닝메이트으로 지명되었으며, 이후 나흐들라툴 울라마(NU; 세계 최대 이슬람 기구)의 최고지도자직을 사임하였다. 2019년 10월 20일 제13대 부통령으로 임명되어 취임하였다.

## 역대 선거 결과
| 선거명      | 직책명              | 대수 | 정당   | 득표율 | 득표수       | 결과 | 당락 |
| ----------- | ------------------- | ---- | ------ | ------ | ------------ | ---- | ---- |
| 2019년 선거 | 인도네시아의 부통령 | 13대 | 무소속 | 55.50% | 85,607,362표 | 1위  |      |